# Tramnitz (Wusterhausen/Dosse)
Tramnitz ist ein Ortsteil der Gemeinde Wusterhausen/Dosse im Landkreis Ostprignitz-Ruppin in Brandenburg. 
Der Ort liegt nordöstlich des Kernortes Wusterhausen/Dosse. Am südwestlichen Ortsrand verläuft die Landesstraße L 142 und am westlichen Ortsrand fließt die Dosse. Östlich erstreckt sich das rund 217 ha große Naturschutzgebiet Feuchtgebiet Schönberg-Blankenberg und verläuft die A 24.

## Geschichte
Das Rittergut Tramnitz gehörte über mehrere Jahrhunderte der Familie von Rohr.

### Eingemeindungen
Am 1. Januar 1957 wurde Tramnitz nach Schönberg eingemeindet und am 31. Dezember 1997 erfolgte die Eingemeindung von Schönberg in die Gemeinde Wusterhausen/Dosse.

## Sehenswürdigkeiten
- In der Liste der Baudenkmale in Wusterhausen/Dosse ist für Tramnitz als einziges Baudenkmal die Dorfkirche Tramnitz aufgeführt. Der rechteckige Fachwerkbau mit verbrettertem Dachturm wurde um 1725 erbaut.